# Ravia
Ravia – miasto w Stanach Zjednoczonych, w stanie Oklahoma, w hrabstwie Johnston.